# 多爾蒂 (愛荷華州)
多爾蒂（英語：Dougherty）是一個位於美國愛荷華州塞羅戈多縣的城市。

## 地理
多爾蒂的座標為42°55′21″N 93°02′28″W / 42.92250°N 93.04111°W，而該地的平均海拔高度為336米（即1102英尺）。

## 人口
根據2010年美國人口普查的數據，多爾蒂的面積為1.42平方千米，當中陸地面積為1.42平方千米，而水域面積為0.00平方千米。當地共有人口58人，而人口密度為每平方千米40人。